# Xã Hanover, Quận Jo Daviess, Illinois
Xã Hanover (tiếng Anh: Hanover Township) là một xã thuộc quận Jo Daviess, tiểu bang Illinois, Hoa Kỳ. Năm 2010, dân số của xã này là 1.201 người.